# Косынка (пасьянс)

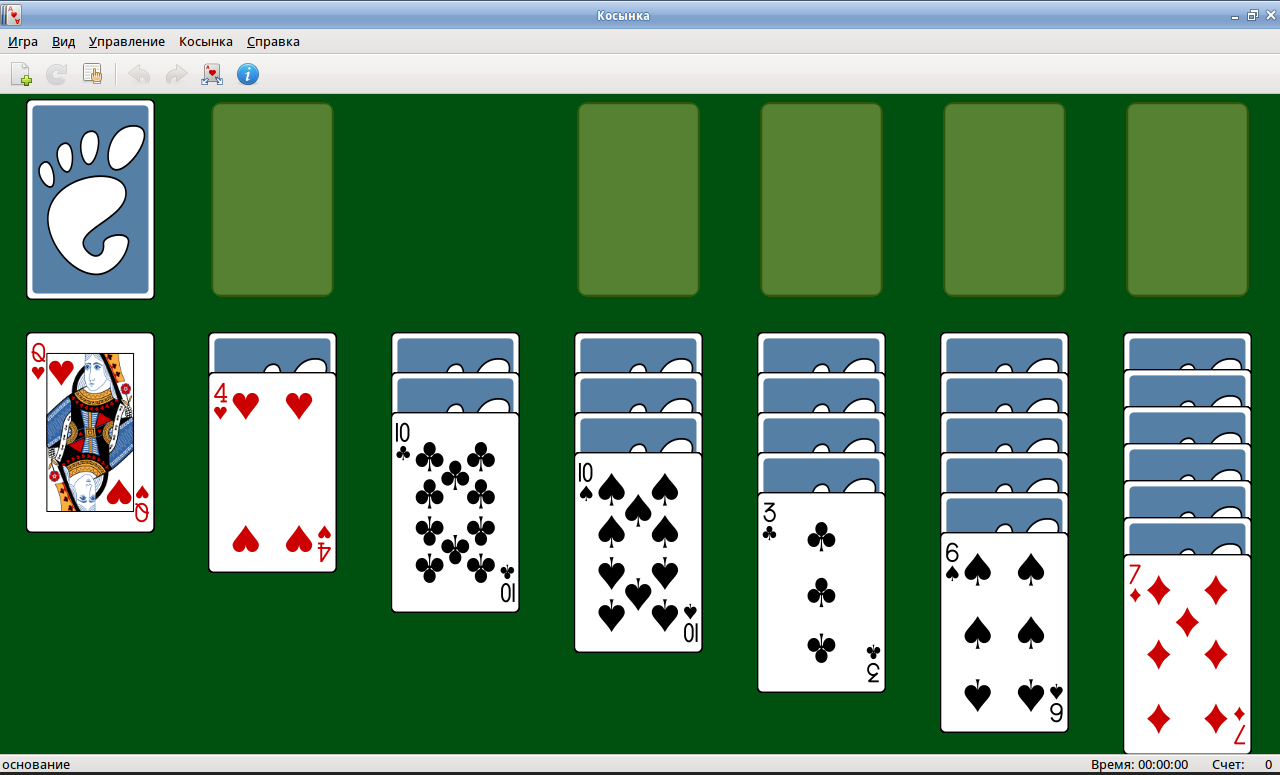
«Косынка» в наборе пасьянсов Aisleriot

«Косынка», или «Клондайк» (англ. Klondike) — старинный карточный пасьянс.

## Правила
Играется одной колодой в 52 карты. Цель игры — разложить карты по мастям в порядке от туза до короля в четыре стопки (их иногда называют базовыми, или «домами»). Карту можно перекладывать на другую рангом выше, но другого цвета (чёрного или красного). В каждую из четырёх базовых стопок (домов), по которым необходимо разложить все карты, сначала кладутся тузы, затем двойки, тройки и так далее до короля. Карты можно сдавать из оставшейся от раздачи колоды (в левом верхнем углу) либо по одной, либо по три штуки, в зависимости от модификации. В свободную ячейку (не дом) можно положить только короля. Игра заканчивается, когда все карты разложены.

## Варианты

### Открытая косынка
В классическом варианте «Косынки» из 52-карточной колоды первоначально раскладывают 28 карт в семь столбцов, в каждом из которых количество карт равняется номеру столбца (в первом — одна, во втором — 2 и т. д., в последнем, седьмом — 7 карт). Все карты в столбцах закрыты, и только самые верхние карты в каждом столбце кладут открытыми. Оставшуюся от первоначальной раздачи часть колоды кладут рядом и используют в дальнейшем при сборке пасьянса. В отличие от классического варианта, открытая «Косынка» подразумевает раздачу всех карт без остатка с различным количеством столбцов и открытых в них карт, в зависимости от версии. Открытость карт не является гарантией успешного исхода сборки пасьянса, как и в случае с классикой, открытая «Косынка» в общем случае не сходится.

## Компьютерные реализации игры
- Aisleriot — набор пасьянсов, ранее бывший частью GNOME Games.
- KPat — набор пасьянсов в составе KDE Games.
- CPat — коллекция пасьянсов, использующая библиотеку Ncurses.
- Пасьянс «Косынка» (Microsoft Solitaire) — в составе операционной системы Windows.
- «Solitaire XL» — наиболее популярная версия игры для Mac OS X.